# Валмонтоне
Валмонто̀не (на италиански: Valmontone) е град и община в Централна Италия, провинция Рим, регион Лацио. Разположен е на 303 m надморска височина. Населението на общината е 15 469 души (към 2010 г.).